# Stephen Singer-Brewster
Stephen Singer-Brewster (tudi Stephen C. Brewster), ameriški astronom, * 1945. 

## Delo
Stephen Singer-Brewster je član Ameriške zveze opazovalcev spremenljivk (spremenljivih zvezd). Sodeloval je pri raziskavi Nadzora asteroidov, ki prečkajo tirnico Zemlje (Palomar Planet Crossing Asteroid Survey ali PCAS). To program bi naj odkrival asteroide vseh tipov vključno s tistimi, ki pridejo v bližino Zemlje (blizuzemeljski asteroidi).
Odkril je komet 105P/Singer Brewster in šest asteroidov.
Njemu v čast so poimenovali asteroid (103159) Brewster.